# Olympische Sommerspiele 1964
| Medaillenspiegel               | Medaillenspiegel   | Medaillenspiegel | Medaillenspiegel | Medaillenspiegel | Medaillenspiegel |
| Platz                          | Land               | G                | S                | B                | Ges.             |
| ------------------------------ | ------------------ | ---------------- | ---------------- | ---------------- | ---------------- |
| 1                              | Vereinigte Staaten | 36               | 26               | 28               | 90               |
| 2                              | Sowjetunion        | 30               | 31               | 35               | 96               |
| 3                              | Japan              | 16               | 5                | 8                | 29               |
| 4                              | Deutschland        | 10               | 22               | 18               | 50               |
| 5                              | Italien            | 10               | 10               | 7                | 27               |
| 6                              | Ungarn             | 10               | 7                | 5                | 22               |
| 7                              | Polen              | 7                | 6                | 10               | 23               |
| 8                              | Australien         | 6                | 2                | 10               | 18               |
| 9                              | Tschechoslowakei   | 5                | 6                | 3                | 14               |
| 10                             | Großbritannien     | 4                | 12               | 2                | 18               |
| …                              | …                  | …                | …                | …                | …                |
| 22                             | Schweiz            | 1                | 2                | 1                | 4                |
| Vollständiger Medaillenspiegel |                    |                  |                  |                  |                  |

Die Olympischen Sommerspiele 1964 (offiziell Spiele der XVIII. Olympiade genannt) fanden vom 10. bis 24. Oktober 1964 in Tokio (Japan) statt. Es waren die ersten Olympischen Sommerspiele in Japan, nachdem das Land bereits den Zuschlag für die Austragung der Sommerspiele 1940 erhalten, diesen aber zurückgegeben hatte.

## Bewerbung und Wahl des Austragungsortes
Tokio bemühte sich erstmals um die Austragung der Olympischen Sommerspiele 1940, anlässlich des 2600-jährigen Bestehens des japanischen Kaiserreiches. Hidejiro Nagata, der Bürgermeister der damals als Verwaltungseinheit noch existierenden Stadt Tokio, kündigte im Juni 1930, während der Reise einer japanischen Leichtathletikmannschaft zu den Studentenweltmeisterschaften in Darmstadt, im dortigen Rathaus die Bewerbung an. Der Stadtrat von Tokio beschloss schließlich am 28. Oktober 1931 die offizielle Bewerbung um die Austragung der Sommerspiele. Diese wurde im Juli 1932 beim Internationalen Olympischen Komitee eingereicht. Die Entscheidung über die Vergabe fiel auf der IOC-Session am 31. Juli 1936 in Berlin. Es war das erste Mal, dass Olympische Spiele nach Asien vergeben wurden. Japan hatte großzügige Vergünstigungen für die anreisenden Mannschaften versprochen, was das IOC veranlasste, sich gegen den Mitbewerber Helsinki und für die japanische Hauptstadt zu entscheiden. Nach dem Zwischenfall an der Marco-Polo-Brücke am 7. Juli 1937 und aufgrund des damit ausgebrochenen Zweiten Japanisch-Chinesischen Krieges gab Tokio am 14. Juli 1938 die Sommerspiele an das IOC zurück. Dieses vergab in der Folge die Austragung an den ehemals unterlegenen Mitbewerber Helsinki. Nach dem Ausbruch des Zweiten Weltkrieges mussten aber auch die dortigen Spiele abgesagt werden und die Olympischen Sommerspiele 1940 fielen vollständig aus.
Nach dem Zweiten Weltkrieg reorganisierte sich 1946/47 das japanische NOK unter seinem neuen Präsidenten Ryōtarō Azuma. Zu den Olympischen Sommerspielen 1948 wurde Japan wie auch Deutschland nicht eingeladen, jedoch wurde 1950 Azuma anstelle von Matsuzo Nagai, der zuvor als Botschafter in Berlin tätig gewesen war, zum IOC-Mitglied gewählt. Die Anerkennung des NOK durch das IOC erfolgte erst 1951. Damit setzten auch erneute Bemühungen um die Austragung Olympischer Sommerspiele ein. Im Mai 1952 kündigte die Präfektur Tokio die Bewerbung um die Olympischen Sommerspiele 1960 an. Am 7. März 1953 verabschiedete das japanische Parlament eine Resolution, mit der die Bewerbung offiziell beschlossen wurde. Die Entscheidung fiel auf der 51. IOC-Session in Paris. Tokio wurde mit fünf Stimmen letzter der sieben Bewerber.
Diese Niederlage wurde auf die schlechte Vorbereitung der Kandidatur zurückgeführt. Der Wunsch, Olympische Spiele auszutragen, blieb jedoch bestehen und so wurde die Bewerbung um die Olympischen Sommerspiele 1964 ins Auge gefasst. Am 10. Oktober 1955 verabschiedete das Parlament der Präfektur Tokio einen Beschluss, sich erneut zu bewerben. In der Folge holten die IOC-Mitglieder Azuma und Shingoro Takaishi auf Anraten des Finnen Erik von Frenckell die 55. IOC-Session 1958 in die japanische Hauptstadt. Zuvor hatte bereits die japanische Regierung einen Kabinettsbeschluss gefasst, die Olympiabewerbung zu unterstützen. Die IOC-Session wurde in der NHK Hall veranstaltet und überzeugte die IOC-Mitglieder von der Eignung Tokios. Auf ihr wurde zudem auf Antrag des Prinzen Axel von Dänemark die Hymne des Samaras von 1896 als olympische Hymne anerkannt. Die Fähigkeit, eine sportliche Großveranstaltung auszurichten, bewies Tokio mit der Austragung der Asienspiele 1958. Für diese wurde an Stelle des Meiji Jingu Gaien Stadium (engl. für Meiji jingū gaien kyōgijō, „Meiji-Schrein-Gaien-Stadion“) das spätere Olympiastadion erbaut. Azuma folgte im April 1959 Seiichiro Yasui als Gouverneur Tokios nach und war somit zugleich IOC-Mitglied und Gouverneur der Präfektur, in der die Bewerberstadt liegt.
Die Entscheidung über den Austragungsort fiel auf der 56. IOC-Session in München. Am 25. Mai 1959 wählten die IOC-Mitglieder Tokio mit 34 Stimmen vor Detroit mit 10, Wien mit 9 und Brüssel mit 5 Stimmen. Die Vergabe fiel in eine zehn Jahre andauernde Wachstumsphase Japans, dessen Wirtschaft von 1960 bis 1970 jährlich um durchschnittlich zehn Prozent wuchs. Politisch war Japan an den Westen angebunden, mit den USA bestand ein bilateraler Sicherheitsvertrag. Die Olympischen Sommerspiele 1964 sollten der Welt die gesteigerte Wirtschaftskraft Japans präsentieren und das wieder gestiegene Ansehen nach dem Zweiten Weltkrieg bestätigen.

## Vorbereitungen
Das Organisationskomitee für die Olympischen Sommerspiele 1964, The Organizing Committee for the Games of the XVIII Olympiad (COO), wurde am 11. Juni 1959 gegründet und hatte seinen Sitz im Kishi Kinen Taiiku Kaikan (engl. unter anderem Kishi Memorial Hall). Der erste Präsident des Komitees war Juichi Tsushima, der in diesem Jahr Azuma als Vorsitzender des japanischen NOK nachgefolgt war. Die meisten der 28 Mitglieder des Organisationskomitees stammten aus der Regierung, der Lokalpolitik und den Industriellen-Verbänden. Die Arbeit des Organisationskomitees verlief jedoch nicht reibungslos. In Folge von Vorkommnissen bei den Asienspielen 1962 in Jakarta traten der Präsident Tsushima und der Generalsekretär des Komitees, Masaji Tabata, von ihren Ämtern zurück. Die indonesische Regierung hatte Israel von den Asienspielen ausgeschlossen und den Athleten der Republik China (Taiwan) die Visa verweigert. Das indische IOC-Mitglied Guru Dutt Sundhi forderte die Einhaltung der olympischen Regeln, woraufhin Indonesien Sanktionen gegen Indien verhängte. Am 7. Februar 1963 wurde aufgrund dieser Vorkommnisse das indonesische NOK vom IOC ausgeschlossen. Tsushima und Tabata, die beide die indonesische Position unterstützt hatten, gaben deshalb bereits am 3. Oktober 1962 ihre Posten auf, weil sie zur Position des IOC in Opposition standen. Beide verließen zudem ihre Führungsposten im Nationalen Olympischen Komitee Japans und in der japanischen Amateursportvereinigung.
In dieser Situation wurde Prinz Tsuneyoshi Takeda, ein Mitglied der kaiserlichen Familie, am 15. Oktober 1962 zum Vorsitzenden des NOK gewählt. In dieser Position übernahm er vorübergehend auch die Präsidentschaft des Organisationskomitees. Shigeru Yosano wurde am 2. November 1962 zum Generalsekretär des COO berufen. Erst nachdem am 7. Februar 1963 der Industrielle Daigoro Yasukawa als neuer COO-Präsident eingesetzt wurde, kehrte wieder dauerhaft Ruhe in die Organisation ein. In der Folge bestand das COO aus 34 Mitgliedern. Es gliederte sich in elf Komitees, 13 Abteilungen und das Zentralbüro für das olympische Dorf.
Das Konzept der Olympischen Sommerspiele 1964 unterschied sich deutlich von dem für 1940 vorgesehenen. Damals war ein Olympiapark auf dem Gelände des Komazawa-Golfplatzes geplant, das Olympiastadion sollte 100.000 Zuschauern Platz bieten. Die Arbeiten kamen jedoch nicht über das Anfangsstadium hinaus. Nach dem Zweiten Weltkrieg wurde auf dem 42 Hektar großen Gelände ein Sport- und Erholungszentrum errichtet. Für 1964 griffen die Organisatoren auf einen Plan zurück, der bereits für 1940 in Betracht gezogen worden war: Die wichtigsten Sportanlagen sollten im Yoyogi-Park angelegt werden. Für die Asienspiele 1958 war dort bereits das zukünftige Olympiastadion errichtet.
Das COO und die von ihm beauftragten Arbeiten wurden von der Regierung und der Präfektur Tokio finanziert. Zusätzliche Finanzierung erhielt es aus einem Fonds, der durch eine einer Stadtmarketinggesellschaft ähnelnden Vereinigung requeriert wurde. Diese Vereinigung erzielte Einnahmen aus dem Verkauf der Sonderbriefmarken, der Zigarettenmarke Olympia und von Erinnerungsmedaillen. Zudem organisierte diese Vereinigung mit Nippon Telegraph and Telephone eine Telefonbuchaktion und eine Lotterie. Weitere Einnahmen wurden über eine Olympiavignette für 10 Yen zur Verwendung auf Postsendungen erzielt. Die direkt auf Olympia bezogenen Baumaßnahmen sowie der Ausbau der Infrastruktur wurden vom Staat getragen. Insgesamt wurde fast eine Billion Yen, etwa 2,78 Milliarden Dollar, investiert, womit die Olympischen Sommerspiele von Tokio die bis dahin teuersten waren.

## Gebäude

### Sportstätten

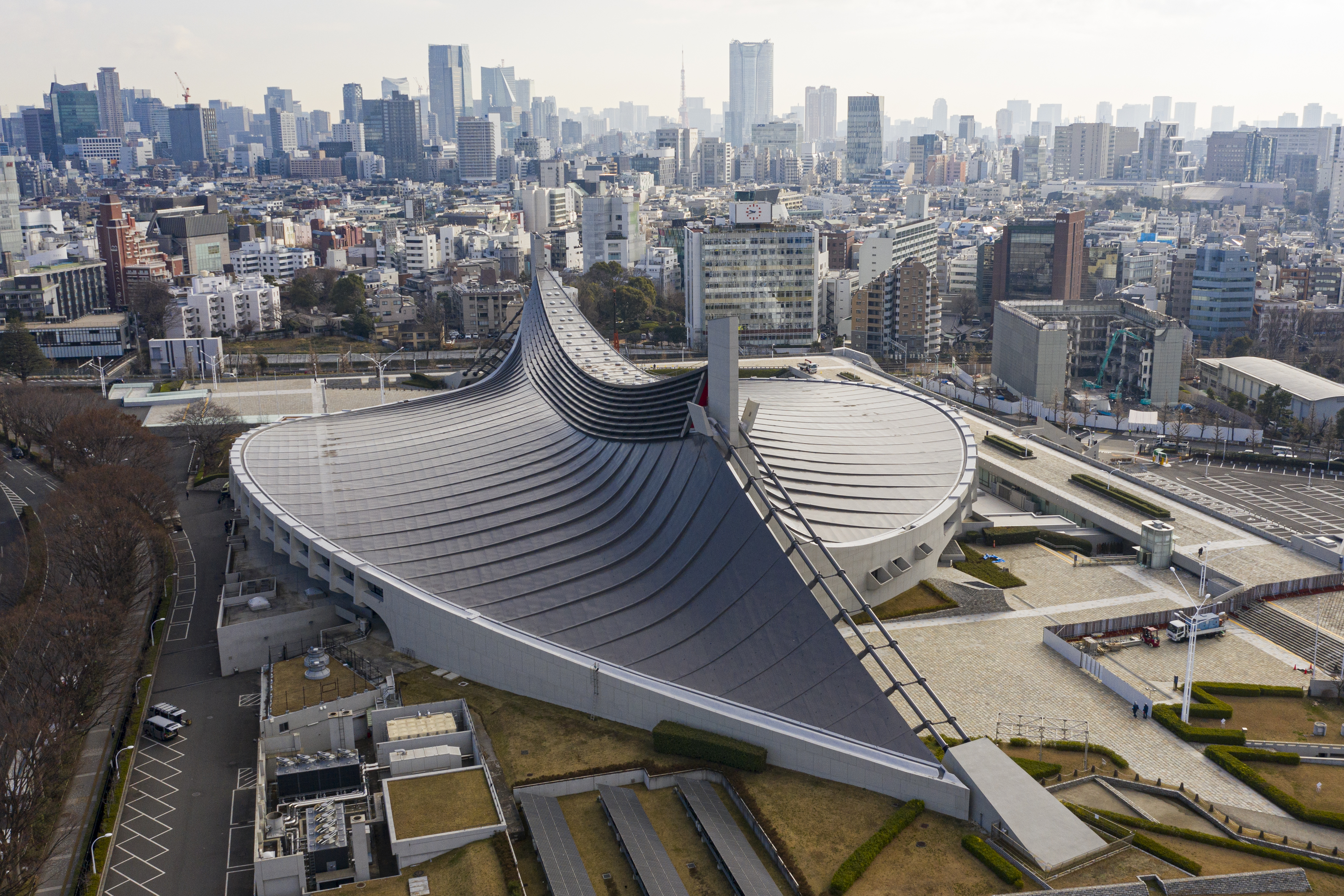
Das Yoyogi National Gymnasium

Das Zentrum der Olympischen Sommerspiele 1964 lag im östlichen Teil des Yoyogi-Parks, der für die Asienspiele umgestaltet worden war. An Stelle des Meiji Jingu Gaien Stadium, in dem 1940 das Feldhockeyturnier ausgetragen werden sollte, war das Jingu National Stadion mit Platz für 71.556 Zuschauer errichtet worden. Es kostete 1,4 Milliarden Yen, etwa 3,9 Millionen Dollar. Es hatte acht Laufbahnen und wurde als Olympiastadion genutzt. Neben dem Stadion wurde der Tokyo Metropolitan Indoor Swimming Pool errichtet, in der das Wasserballturnier ausgetragen wurde. In direkter Nachbarschaft befand sich zudem der Jingu Swimming Pool, das Tokyo Metropolitan Gymnasium für die Turnwettkämpfe, das für die Weltmeisterschaft im Ringen 1954 errichtet worden war, das Prince Chichibu-Stadion für das Fußballturnier und das olympische Pressezentrum.
Ein zweites Zentrum lag im Süden des Yoyogi-Parks, südlich des Meiji-Schreins. Dort entstand in der Nähe der NHK Hall und des NHK-Rundfunk- und Fernsehzentrums zwischen Februar 1963 und August 1964 das Kokuritsu Yoyogi Kyōgijō (engl. Yoyogi National Gymnasium) nach einem Entwurf des berühmten Architekten Kenzo Tange. In der muschelförmigen Schwimmhalle fanden die olympischen Schwimmwettkämpfe statt, im schneckenförmigen Annex wurde das Basketballturnier ausgetragen.
Das dritte Zentrum errichtete die Präfektur Tokio in Komazawa. Dort wurde der 42 Hektar große Olympiapark Komazawa geschaffen. Dieser umfasste ein Stadion mit Platz für 20.784 Besucher, eine für das Ringen genutzte Sporthalle, sowie die Komazawa Hockey Fields, bestehend aus drei Hockeyfeldern und den Volleyball Court. Als zweite Halle für das Volleyballturnier wurde das Bunka Taiikukan von Yokohama genutzt. Die Boxwettbewerbe fanden in der Kōrakuen-Halle statt, das Gewichtheben in der Stadthalle (engl. Public Hall) in Shibuya. Die Waseda-Gedenkhalle der Waseda-Universität wurde für die Wettbewerbe im Fechten genutzt, in der Nippon Budokan Halle in Chiyoda wurden die Judowettkämpfe ausgetragen. Die Ruderregatten fanden auf dem Toda-Kanal statt. Dies war bereits für die Sommerspiele von 1940 vorgesehen gewesen.
Außerhalb Tokios wurden nur wenige Wettbewerbe ausgetragen. Auf dem 58 Kilometer entfernten Sagami-See fanden die Kanuwettbewerbe statt, die Segelregatten wurden in Enoshima ausgetragen statt wie für 1940 geplant in Yokohama, wo aber Volleyball- und Fußballspiele ausgetragen wurden. In Asaka und Tokorozawa die Schießwettbewerbe und Teile des Modernen Fünfkampfs statt, die Ruderwettbewerbe wurden in Toda am Arakawa veranstaltet. Die Wettbewerbe im Reiten wurden in Karuizawa veranstaltet, das 145 Kilometer von Tokio entfernt liegt. In Hachiōji in der Präfektur Tokio, 43 Kilometer außerhalb Tokios, fanden die Radsportwettbewerbe statt. Das Velodrom wurde temporär errichtet und nach dem Ende der Spiele wieder abgerissen.

### Olympisches Dorf
Das zentrale olympische Dorf lag in den Washington-Höhen des Bezirks Shibuya. Dort waren nach dem Zweiten Weltkrieg amerikanische Besatzungssoldaten untergebracht worden, für die Spiele wurden auf dem 66 Hektar großen Areal sieben Wohnblöcke errichtet, die erst 7500 Athleten Platz bieten sollten. Letztendlich lag die Kapazität bei 8200 Betten. Die Orientierung im olympischen Dorf wurde durch Straßennamen erleichtert, wobei Olympiastädte der Vergangenheit die Namen dafür lieferten. Das fand besondere Erwähnung, weil japanische Städte im Normalfall keine Straßennamen haben.
Weitere Athletendörfer befanden sich an Sportstätten außerhalb Tokios. So am 58 Kilometer entfernten Sagami-See, im 67 Kilometer entfernten Segelort Oiso, dem 145 Kilometer entfernten Karuizawa und dem 43 Kilometer von Tokio entfernten Hachiōji. Es gab getrennte olympische Dörfer für Männer und für Frauen.

## Teilnehmer

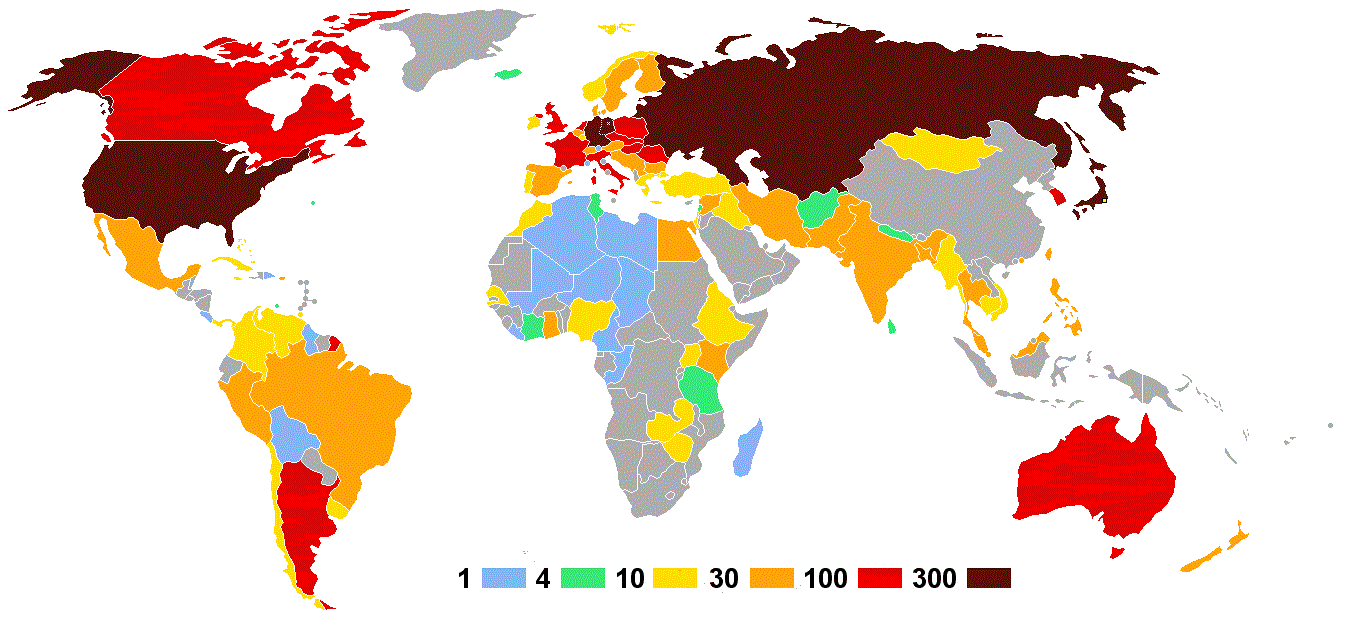
Anzahl der Athleten

| Europa (2.609 Athleten aus 29 Nationen) | Europa (2.609 Athleten aus 29 Nationen) | Europa (2.609 Athleten aus 29 Nationen) |
| --- | --- | --- |
| - Belgien (61) - Bulgarien (63) - Dänemark (60) - Gesamtdeutsche Mannschaft (337) - Finnland (89) - Frankreich (138) - Griechenland (18) - Großbritannien (204) - Irland (25) | - Island (4) - Israel (10) - Italien (168) - Jugoslawien (75) - Liechtenstein (2) - Luxemburg (12) - Monaco (1) - Niederlande (125) - Norwegen (26) - Österreich (56) | - Polen (140) - Portugal (20) - Rumänien (138) - Schweden (94) - Schweiz (66) - Sowjetunion (317) - Spanien (51) - Tschechoslowakei (104) - Türkei (23) - Ungarn (182) |
| Asien (978 Athleten aus 19 Nationen) | | |
| - Afghanistan (8) - Birma (11) - Ceylon (6) - Hongkong (39) - Indien (53) - Irak (13) - Iran (62)                                                                             | - Japan (328) - Kambodscha (13) - Korea, Republik (154) - Libanon (5) - Malaysia* (61) - Mongolei (21) - Nepal* (6)                                                   | - Pakistan (41) - Philippinen (47) - Republik China (40) - Thailand (54) - Vietnam, Republik (16)                                                                      |
| Amerika (949 Athleten aus 22 Nationen) | | |
| - Argentinien (102) - Bahamas (11) - Bermuda (4) - Bolivien (1) - Brasilien (61) - Britisch-Guayana (1) - Chile (14) - Costa Rica (2)                                         | - Dominikanische Republik* (1) - Jamaika (21) - Kanada (115) - Kolumbien (20) - Kuba (27) - Mexiko (94) - Niederländische Antillen (4) - Panama (10)                  | - Peru (31) - Puerto Rico (32) - Trinidad und Tobago (13) - Uruguay (23) - Venezuela (16) - Vereinigte Staaten (346)                                                   |
| Ozeanien (307 Athleten aus 2 Nationen) | | |
| - Australien (243) | - Neuseeland (64) | |
| Afrika (287 Athleten aus 22 Nationen) | | |
| - Algerien* (1) - Äthiopien (12) - Elfenbeinküste* (9) - Ghana (33) - Kamerun* (1) - Kenia (37) - Kongo-Brazzaville* (2) - Libyen* (1)                                        | - Liberia (1) - Madagaskar* (3) - Mali* (2) - Marokko (20) - Niger* (1) - Nigeria (18) - Nordrhodesien* (12) - Rhodesien (29)                                         | - Senegal* (12) - Tanganjika* (4) - Tschad* (2) - Tunesien (9) - Uganda (13) - Vereinigte Arabische Republik (73)                                                      |
| (Anzahl der Athleten) *erstmalige Teilnahme an Sommerspielen | | |

## Wettkampfprogramm
Im Vergleich zu den Olympischen Sommerspielen 1960 in Rom wurden in Tokio mit dem bereits 1957 anerkannten Volleyball – 1962 wurde auch ein Frauenturnier beschlossen – und dem japanischen Nationalsport Judo zwei neue Sportarten (und 2 Disziplinen) ins Programm aufgenommen. Die Anerkennung von Judo auf der IOC-Session 1960 in Rom erfolgte mit 39 zu 2 Stimmen, war jedoch auf die Sommerspiele von 1964 begrenzt. Danach wurde es wieder aus dem Programm gestrichen, aber für 1972 in München wieder aufgenommen. Die Zahl der Wettbewerbe stieg um 13 auf 163. Davon waren 119 für Männer, 33 für Frauen und 11 offene Wettbewerbe. Die Demonstrationssportarten in Tokio waren Baseball und Budo. Nachfolgend die Änderungen zu Rom 1960 im Detail:
- Judo wurde Teil des olympischen Programms – folgende Gewichtsklassen wurden ausgetragen: Leicht-, Mittel-, Schwergewicht und eine offene Klasse.
- Im Kanu ersetzen die K4 1000 m die K1 4 × 500-m-Staffel der Männer.
- In der Leichtathletik kamen die 400 m und der Fünfkampf für die Frauen hinzu.
- Beim Bahnradsport erweitert die Einzelverfolgung für Männer das Programm.
- Im Reitsport wurde in der Disziplin Dressur die Mannschaftswertung wieder eingeführt, nachdem sie in Rom 1960 einmal gefehlt hatte. Darüber hinaus wurden die Männerklassen in der Disziplin Vielseitigkeitsreiten in offene Klassen umgewandelt.
- Im Schwimmen wurde das Programm für Männer und Frauen um die 400 m Lagen erweitert – für Männer kam die 4 × 100-m-Freistilstaffel hinzu und die 200 m Rücken ersetzten die 100 m Rücken.
- Die Mannschaftssportart Volleyball wurde für Männer und Frauen olympisch.

### Olympische Sportarten/Disziplinen
- Basketball Gesamt (1) = Männer (1)
- Boxen Gesamt (10) = Männer (10)
- Fechten Gesamt (8) = Männer (6)/Frauen (2)
- Fußball Gesamt (1) = Männer (1)
- Gewichtheben Gesamt (7) = Männer (7)
- Hockey Gesamt (1) = Männer (1)
- Judo Gesamt (4) = Männer (4)
- Kanu Gesamt (7) = Männer (5)/Frauen (2)
- Leichtathletik Gesamt (36) = Männer (24)/Frauen (12)
- Moderner Fünfkampf Gesamt (2) = Männer (2)
- Radsport
  -  Bahn Gesamt (5) = Männer (5)
  -  Straße Gesamt (2) = Männer (2)
- Reiten
  -  Dressur Gesamt (2) = Offen (2)
  -  Springen Gesamt (2) = Offen (2)
  -  Vielseitigkeit Gesamt (2) = Offen (2)
- Ringen
  -  Freistil Gesamt (8) = Männer (8)
  -  Griechisch-römisch Gesamt (8) = Männer (8)
- Rudern Gesamt (7) = Männer (7)
- Schießen Gesamt (6) = Männer (6)
- Schwimmsport
  -  Schwimmen Gesamt (18) = Männer (10)/Frauen (8)
  -  Wasserball Gesamt (1) = Männer (1)
  -  Wasserspringen Gesamt (4) = Männer (2)/Frauen (2)
- Segeln Gesamt (5) = Offen (5)
- Turnen Gesamt (14) = Männer (8)/Frauen (6)
- Volleyball Gesamt (2) = Männer (1)/Frauen (1)

Anzahl der Wettkämpfe in Klammern

### Zeitplan
| Zeitplan                  | Zeitplan           | Zeitplan | Zeitplan | Zeitplan | Zeitplan | Zeitplan | Zeitplan | Zeitplan | Zeitplan | Zeitplan | Zeitplan | Zeitplan | Zeitplan | Zeitplan | Zeitplan | Zeitplan | Zeitplan           |
| Disziplin                 | Disziplin          | Sa. 10.  | So. 11.  | Mo. 12.  | Di. 13.  | Mi. 14.  | Do. 15.  | Fr. 16.  | Sa. 17.  | So. 18.  | Mo. 19.  | Di. 20.  | Mi. 21.  | Do. 22.  | Fr. 23.  | Sa. 24.  | Ent- schei- dungen |
| Disziplin                 | Disziplin          | Oktober  | Oktober  | Oktober  | Oktober  | Oktober  | Oktober  | Oktober  | Oktober  | Oktober  | Oktober  | Oktober  | Oktober  | Oktober  | Oktober  | Oktober  | Ent- schei- dungen |
| ------------------------- | ------------------ | -------- | -------- | -------- | -------- | -------- | -------- | -------- | -------- | -------- | -------- | -------- | -------- | -------- | -------- | -------- | ------------------ |
| Eröffnungsfeier           |                    |          |          |          |          |          |          |          |          |          |          |          |          |          |          |          |                    |
| Basketball                | Basketball         |          |          |          |          |          |          |          |          |          |          |          |          |          | 1        |          | 1                  |
| Boxen                     | Boxen              |          |          |          |          |          |          |          |          |          |          |          |          |          | 10       |          | 10                 |
| Fechten                   | Fechten            |          |          |          |          | 1        | 1        | 1        | 1        |          | 1        | 1        | 1        |          | 1        |          | 8                  |
| Fußball                   | Fußball            |          |          |          |          |          |          |          |          |          |          |          |          |          | 1        |          | 1                  |
| Gewichtheben              | Gewichtheben       |          | 1        | 1        | 1        | 1        |          | 1        | 1        | 1        |          |          |          |          |          |          | 7                  |
| Hockey                    | Hockey             |          |          |          |          |          |          |          |          |          |          |          |          |          | 1        |          | 1                  |
| Judo                      | Judo               |          |          |          |          |          |          |          |          |          |          | 1        | 1        | 1        | 1        |          | 4                  |
| Kanu                      | Kanu               |          |          |          |          |          |          |          |          |          |          |          |          | 7        |          |          | 7                  |
| Leichtathletik            | Leichtathletik     |          |          |          |          | 3        | 4        | 5        | 6        | 5        | 4        | 3        | 6        |          |          |          | 36                 |
| Moderner Fünfkampf        | Moderner Fünfkampf |          |          |          |          |          | 2        |          |          |          |          |          |          |          |          |          | 2                  |
| Radsport                  | Bahn               |          |          |          |          |          |          | 1        | 1        | 1        |          | 2        |          |          |          |          | 4                  |
| Radsport                  | Straße             |          |          |          |          | 1        |          |          |          |          |          |          |          | 1        |          |          | 2                  |
| Reitsport                 | Dressur            |          |          |          |          |          |          |          |          |          |          |          |          |          | 2        |          | 2                  |
| Reitsport                 | Springen           |          |          |          |          |          |          |          |          |          |          |          |          |          |          | 2        | 2                  |
| Reitsport                 | Vielseitigkeit     |          |          |          |          |          |          |          |          |          | 2        |          |          |          |          |          | 2                  |
| Ringen                    | Freistil           |          |          |          |          | 8        |          |          |          |          |          |          |          |          |          |          | 8                  |
| Ringen                    | Griech.-röm.       |          |          |          |          |          |          |          |          |          | 8        |          |          |          |          |          | 8                  |
| Rudern                    | Rudern             |          |          |          |          |          | 7        |          |          |          |          |          |          |          |          |          | 7                  |
| Schießen                  | Schießen           |          |          |          |          |          | 1        | 1        | 1        | 1        | 1        | 1        |          |          |          |          | 6                  |
| Schwimm-sport             | Schwimmen          |          |          | 2        | 2        | 3        | 3        | 2        | 2        | 4        |          |          |          |          |          |          | 29                 |
| Schwimm-sport             | Wasserball         |          |          |          |          |          |          |          |          | 1        |          |          |          |          |          |          | 1                  |
| Schwimm-sport             | Wasserspringen     |          |          | 1        |          | 1        | 1        |          |          | 1        |          |          |          |          |          |          | 4                  |
| Segeln                    | Segeln             |          |          |          |          |          |          |          |          |          |          |          | 5        |          |          |          | 5                  |
| Turnen                    | Turnen             |          |          |          |          |          |          |          |          |          |          | 2        | 2        | 6        | 4        |          | 14                 |
| Volleyball                | Volleyball         |          |          |          |          |          |          |          |          |          |          |          |          |          | 2        |          | 2                  |
| Schlussfeier              |                    |          |          |          |          |          |          |          |          |          |          |          |          |          |          |          |                    |
| Demonstrationswettbewerbe |                    |          |          |          |          |          |          |          |          |          |          |          |          |          |          |          |                    |
| Baseball                  |                    |          |          |          |          |          |          |          |          |          |          |          |          |          |          |          |                    |
| Budo                      | Kendō              |          |          |          |          |          |          |          |          |          |          |          |          |          |          |          |                    |
| Budo                      | Kyūdō              |          |          |          |          |          |          |          |          |          |          |          |          |          |          |          |                    |
| Budo                      | Sumō               |          |          |          |          |          |          |          |          |          |          |          |          |          |          |          |                    |
| Entscheidungen            | Entscheidungen     |          | 1        | 4        | 3        | 17       | 19       | 12       | 12       | 13       | 17       | 9        | 14       | 13       | 27       | 2        | 163                |
| Disziplin                 | Disziplin          | Sa. 10.  | So. 11.  | Mo. 12.  | Di. 13.  | Mi. 14.  | Do. 15.  | Fr. 16.  | Sa. 17.  | So. 18.  | Mo. 19.  | Di. 20.  | Mi. 21.  | Do. 22.  | Fr. 23.  | Sa. 24.  | Ent- schei- dungen |
| Disziplin                 | Disziplin          | Oktober  |          |          |          |          |          |          |          |          |          |          |          |          |          |          | Ent- schei- dungen |

Farblegende

## Berichterstattung
Die Presseplätze waren in Tokio erstmals mit Fernsehgeräten ausgestattet. Die Resultate der Wettbewerbe standen bereits kurz nach dem Ende der Wettkämpfe elektronisch zur Verfügung. Das Informationszentrum befand sich im Akasaka-Palast. Das System zur Datenverarbeitung wurde von IBM gestellt. In Rom 1960 befand es sich noch in den Anfängen, nun war es ausgereift.
Der Nachrichtensatellit Syncom 3 ermöglichte erstmals interkontinentale Fernsehübertragungen. Die Fernsehbilder wurden von NHK produziert. Die japanische Fernsehgesellschaft hatte die Rechte an den Spielen für 568 Millionen Yen (1.577.778 US-Dollar) vom COO erworben. NHK schloss mit der EBU für Westeuropa, OIRT für die sozialistischen Länder, NBC für die USA, CBC für Kanada, ABC für Australien und Neuseeland und NBCI für Lateinamerika und Afrika weitere Verträge ab. Insgesamt wurden 165 Stunden gesendet, was rund elf Stunden pro Tag entsprach.

## Herausragende Sportler
- Der US-amerikanische Schwimmer Don Schollander gewann vier Goldmedaillen.
- Erfolgreichste Teilnehmerin wurde die tschechoslowakische Turnerin Věra Čáslavská mit 3 Gold- und einer Silbermedaille.
- Die Kunstturnerin Larissa Latynina aus der Sowjetunion fügte ihrer Sammlung sechs weitere Medaillen (je zwei Mal Gold, Silber und Bronze) hinzu. Insgesamt gewann sie bei drei Olympischen Sommerspielen 18 Medaillen. Mit 9 mal Gold, 5 mal Silber und 4 mal Bronze löste sie nach 36 Jahren Paavo Nurmi an der Spitze der ewigen Bestenliste ab, bis sie bei den Olympischen Sommerspielen 2008 vom US-amerikanischen Schwimmer Michael Phelps übertroffen wurde.

## Erwähnenswertes
- Das olympische Feuer wurde von Yoshinori Sakai entzündet, der am 6. August 1945 geboren wurde, dem Tag, an dem die erste Atombombe über Hiroshima abgeworfen wurde.
- Der Fahnenmast für die olympische Flagge hatte eine Höhe von 15,21 m, entsprechend der Weite die der erste japanische Olympiasieger Oda Mikio 1928 im Dreisprung erzielte.
- Offiziell eröffnet wurden die Spiele durch den japanischen Kaiser Hirohito.
- Den Athleteneid sprach der japanische Turner Takashi Ono.
- Das IOC schloss gleich fünf Länder von einer Teilnahme aus: VR China, Indonesien, Nordkorea, Nordvietnam und Südafrika – das war ein negativer Olympiarekord.
- Die Stadtverwaltung von Tokio beschloss am 11. August 1964, allen Sportlern, Funktionären und Journalisten die Benützung der städtischen Verkehrsmittel (Straßenbahnen, Autobusse, U-Bahnen) kostenlos zu ermöglichen, dies vom 15. September bis 4. November.[9]
- Piktogramme (bildsprachliche Symbole) wurden erstmals verwendet. Sie wurden eingeführt, um den internationalen Besuchern, die verschiedene Sprachen sprechen, die Navigation und das Verständnis der verschiedenen Sportarten zu erleichtern. Seitdem sind sie ein wesentlicher Bestandteil der Olympischen Spiele und werden bei jeder Veranstaltung neu gestaltet, um die Kultur und den Stil des Gastgeberlandes widerzuspiegeln. Bei den Olympischen Spielen in Tokyo 2020 wurden der Stil der Piktogramme aufgegriffen und für die neuen Sportarten erweitert.
- Die deutschen Athleten traten – wie auch bei den Olympischen Sommerspielen 1956 in Melbourne und 1960 in Rom – erneut mit einer gemeinsamen Mannschaft an und letztmals bis Barcelona 1992. 1964 wurden die Athleten aus Ost und West jedoch strikt getrennt.[10]
- Zum ersten Mal fanden Wettkämpfe im Judo statt; dies wohl auch vor dem Hintergrund, dass Japan das Geburtsland dieser Sportart war. Als in der Offenen Klasse – anders als im Leicht-, Mittel- und Schwergewicht, wo jeweils japanische Athleten die Goldmedaille errangen, – Anton Geesink aus den Niederlanden im Finale den stark favorisierten Japaner Akio Kaminaga besiegte, konnten viele japanische Zuschauer ihre Tränen nicht mehr zurückhalten.
- Die US-amerikanische Schwimmmannschaft gewann sieben von zehn möglichen Goldmedaillen bei den Männern.[11]
- Libyen nahm zwar an der Eröffnungsfeier teil. Der einzige Teilnehmer, ein Marathonläufer, zog seine Teilnahme allerdings kurz vor dem Start des Wettbewerbs zurück.[12]